# Justyfikacjonizm
Justyfikacjonizm jest to jedno ze stanowisk badających sposób uzasadniania twierdzeń w nauce, obok logistycznego antyirracjonalizmu, falsyfikacjonizmu, koncepcji paradygmatycznego rozwoju wiedzy naukowej i anarchizmu metodologicznego.

## Klasyczni intelektualiści i klasyczni empiryści
Zgodnie z tym stanowiskiem wszelka wiedza naukowa składa się z twierdzeń dowiedzionych. W ramach tego stanowiska „klasyczni intelektualiści” („racjonaliści” w wąskim tego słowa znaczeniu - np. Kartezjusz czy Kant) oraz „empiryści” (np. Locke czy Hume) wymagali aby nie twierdzić niczego, co nie jest dowiedzione. Ta tradycja była do wieku XX dominującą tradycją racjonalnego myślenia, w jej ramach występowały trzy podstawowe nurty: kartezjanizm, kantyzm oraz klasyczny empiryzm.
Wszystkie one zgodne były w jednej zasadniczej kwestii: procedury dedukcyjne pozwalają jedynie na poprawne wnioskowania, czyli na przekazywanie prawdy, nie pozwalają jednak na dowodzenie (ustalanie) prawdy. Problem jaki stanął przed nimi polegał na rozstrzygnięciu natury tych wszystkich twierdzeń (aksjomatów), których prawdziwość dowieść można jedynie środkami pozalogicznymi.
Klasyczni intelektualiści odwoływali się tu do intuicji intelektualnej, oczywistości czy objawienia, zaś empiryści do względnie małego zbioru twierdzeń faktualnych, ujmujących twarde fakty, których wartość logiczną ustalało samo doświadczenie i które tworzyły niepodważalną, empiryczną bazę nauki. Wszyscy oni zgodni byli w jeszcze jednej zasadniczej kwestii - pojedyncze zdanie wyrażające twardy fakt obalić może teorię ogólną, natomiast niewielu z nich twierdziło, że skończona koniunkcja twierdzeń faktualnych może dowieść (indukcyjnie) teorii naukowej.
Intelektualistom dedukcyjna logika pozwalała na dowodzenie twierdzeń naukowych każdego rodzaju, o ile zaakceptowane zostaną ich aksjomaty. Dla empirystów sprawa się komplikuje, bowiem dowodzenie na podstawie wąskiej bazy empirycznej wymaga logiki innego rodzaju, logiki indukcyjnej, pozwalającej na przechodzenie od twierdzeń jednostkowych do twierdzeń ogólnych.
O niepowodzeniach ich programów pisze Lakatos następująco:
Jedni i drudzy zostali jednak pokonani: kantyści przez geometrie neeuklidesowe i nienewtonowską fizykę, empiryści zaś przez logiczną niemożliwość ustalenia bazy empirycznej (fakty nie mogą, na co wskazywali kantyści, dowodzić twierdzeń) i ustanowienia logiki indukcyjnej (żadna logika nie może w niezawodny sposób zwiększać treści. Okazało się, że wszystkie teorie są równie nieudowodnialne.
Wszystkie odmiany epistemologii justyfikacjonistycznej, dla których zmysły są podstawowym źródłem wiedzy orzekają o istnieniu szczególnego stanu umysłu (nazywanego „odpowiednim”, „normalnym”, „zdrowym”, „nieuprzedzonym”) pozwalającego na dokonywanie obserwacji prawdy, taką, jaka sama z siebie się jawi.
Justyfikacjoniści proponują jakąś formę "psychoterapii" w celu oczyszczenia umysłu i otwarcia się na rzeczywistość "taką jaka ona jest w swej własnej istocie". Dla klasycznych empirystów umysł jest tabula rasa - skutkiem określonej psychoterapii staje się uwolniony od wszelkich przesądów teoretycznych. Dla Kartezjusza umysł oczyszczany jest aż do samego cogito, w którym na nowo ustanawia on ego i odnajduje boską dłoń oczywistości wiodącą ku prawdzie. Takie pasywistyczne ujęcie charakterystyczne dla klasycznego empiryzmu i kartezjanizmu traktuje wiedzę prawdziwą jako „odcisk przyrody” w doskonale biernym umyśle. Jedynym rezultatem umysłowej aktywności są zniekształcenia i uprzedzenia.

## Logiczni empiryści
Znaczna część poglądów filozofów z kręgu logicznego empiryzmu, zajmująca się badaniem naukowym z punktu widzenia oceny rezultatów poznawczych, utożsamiała metodę zdobywania wiedzy z metodą jej uzasadniania. Wiodącą była dla nich teza o empirycznej genezie wiedzy oraz o kryteriach empirycznej sensowności, związana ze stanowiskami empirycznego i metodologicznego genetyzmu wywodzącymi wszelką ludzką wiedzę z doświadczenia i w doświadczeniu upatrującymi jej jedynego uzasadnienia.
Obiektywne poznanie świata to poznanie oparte na czystym doświadczeniu, czyli na obserwacji nagich faktów. Zaobserwowane fakty stanowią granicę ścisłości i pewności naukowej, po przekroczeniu której rozpoczyna się wiedza przypuszczalna. Zadaniem filozofii jest krytyczna analiza języka nauki celem oczyszczenia języka z wszelkich nieempirycznych elementów. Punktem wyjścia jest tu teza o biernej roli umysłu w procesie poznania - umysł wtedy jest najlepiej przygotowany do poznawania świata, gdy jest wolny od uprzedzeń w postaci z góry, bez doświadczenia, powziętych spekulacji i oczekiwań, które nie dają się przełożyć na język obserwacji.
Bazą, czyli fundamentem empirycznej wiedzy są uznane zdania spostrzeżeniowe, o charakterze introspekcyjnym bądź ekstraspekcyjnym, tylko one bowiem są definitywnie rozstrzygnięte pod względem prawdziwościowym. Zdania te ujmujące nagie fakty stanowią bazę dla pozostałych czynności naukowych, czyli ich opisu i uporządkowania. Ze względu na zdania spostrzeżeniowe akceptowane mogą być inne zdania nauki, zdania wykraczające poza granice obserwacji; przykładowo: prognozy (czyli przewidywania), uogólnienia empiryczne, itp.
O naukowej postawie badacza świadczy nie tylko jego język empiryczny oraz stosowana przez niego metoda doświadczalna, świadczy o niej również rodzaj problemów jakie badacz podejmuje. Jedynymi problemami naukowymi są problemy nie zmuszające nas do nazbyt odległego wykraczania poza wyniki obserwacji. Właśnie dla tych powodów klasyczne problemy filozofii są problemami pseudonaukowymi, jako że nie dają się rozwiązać przy pomocy ostrożnych metod empirycznych; czyli obserwacji i indukcji.

### Kryterium demarkacji
Granica pomiędzy sensem i nonsensem, zwana kryterium demarkacji, zapewniająca wyrażeniom naszego języka (zdaniom w sensie gramatycznym i logicznym) sensowność przebiega na dwóch płaszczyznach: 
- Sensowne są zdania prawdziwe ze względu na swą formę, czyli tautologie oraz zdania fałszywe ze względu na swą formę, czyli prawdy i fałsze konieczne. Takie zdania mają charakter analityczny i jako takie nic nowego o świecie nie mówią.
- Tylko takie nietautologiczne zdania są sensowne, które sens swój posiadają ze względu na określony stosunek do zdań spostrzeżeniowych. Sensowne są zatem tylko zdania rozstrzygane przez skończoną koniunkcję zdań protokolarnych (wczesna wersja kryterium demarkacji) lub potwierdzalne indukcyjnie przez skończone koniunkcje zdań protokolarnych (późniejsze wersje kryterium demarkacji).

O sensowności danego wyrażenia orzekała metoda jego rozstrzygania - dla zdań weryfikacja, orzekanie dla nazw. Nazwy indywidualne i orzeczniki obserwacyjne (czyli nazwy własności obserwowalnych, których przysługiwanie lub nieprzysługiwanie indywidualnym makroskopowym przedmiotom da się definitywnie rozstrzygnąć przez krótki, skończony ciąg prostych obserwacji) to całkowicie zinterpretowane, a więc w pełni sensowne wyrażenia nazwowe języka empirycznego. Sensowność wszelkich innych wyrażeń nazwowych języka zależy od ich definiowalności przez nazwy całkowicie zinterpretowane.
Teorie sprawdzania logicznego empiryzmu odwołują się każdorazowo do konfrontowania twierdzeń wyprowadzanych ze sprawdzalnych hipotez ze zdaniami czysto empirycznymi. W następujących etapach przedstawić można ewolucję empirystycznego kryterium znaczenia poznawczego, inaczej to nazywając: ewolucj kryterium demarkacji na sfery: nauki i nie-nauki (sensu i non-sensu):
Pierwszą wersję owego kryterium stanowił wymóg pełnej zasadniczej weryfikowalności. Funkcjonował on we wczesnej fazie rozwoju Koła Wiedeńskiego. 
- Zdanie ma znaczenie empiryczne wtedy i tylko wtedy, gdy nie jest analityczne i wynika logicznie z pewnego skończonego i niesprzecznego zbioru zdań obserwacyjnych.

Zarzuty wobec tego kryterium przedstawić można następująco: (1) wyklucza ono z obrębu nauki wszystkie zdania uniwersalne; (2) wyklucza on zdania zawierające zarazem kwantyfikator ogólny i szczegółowy, których również nie można wydedukować ze skończonego zbioru zdań obserwacyjnych; (3) do dowolnego zdania spełniającego ów wymóg, alternatywnie dołączyć można dowolne zdanie owego wymogu nie spełniające. Alternatywa tych zdań stanowiła będzie logiczną konsekwencję zdania spełniającego wymóg całkowitej weryfikowalności, co z kolei pozostanie w sprzeczności z wymogiem całkowitej weryfikowalności. (Swoistą wersją owego kryterium - przedstawiony tu w dogmatycznym falsyfikacjonizmie - stanowi wymóg pełnej zasadniczej falsyfikowalności.)
Sprawdzenie (weryfikacja lub falsyfikacja) zdania empirycznego sprowadza się do jednego z dwóch wymogów:
1. bezpośredniego sprawdzenia na podstawie aktu percepcji, albo;
2. sprawdzenia pośredniego, dokonującego się drogą bezpośredniego sprawdzenia zdań wyprowadzonych dedukcyjnie ze zdania protokolarnego oraz z innych już zweryfikowanych zdań.

Tak sformułowana zasada weryfikacji twierdzeń naukowych, pod wpływem krytyki przeszła radykalną ewolucję w kierunku liberalizacji wymogu weryfikowalności zdań. Wymogu całkowitej weryfikacji oraz możliwości falsyfikacji nie spełniają jednak uniwersalne zdania (prawa) nauki (nie można zweryfikować zdania z kwantyfikacją ogólną, np. Wszyscy ludzie są śmiertelni, bowiem, w tym konkretnym przykładzie, nic nie wiemy o przypadkach przyszłych). Próby rozwiązania owej trudności szły w dwóch kierunkach:
- wersja Schlicka: Moritz Schlick uznaje prawa naukowe za instrukcje. Powołując się na Wittgensteina utrzymywał pogląd, że uniwersalne prawa nauki są zdaniami nie posiadającymi właściwości sądu, nie są zatem ani prawdziwe ani fałszywe, są jedynie instrukcjami, czyli regułami możliwego działania intelektualnego pokazującymi nam jak dochodzić do zdań - sądów. Tym oto sposobem Schlick próbuje uwolnić się od faktu niesprawdzalności całkowitej uniwersalnych praw nauki.
- wersja Carnapa: Rudolf Carnap warunek weryfikowalności poddał istotnej modyfikacji - w miejsce weryfikowalności zdań ogólnych żądał ich konfirmowalności. Próbując uprawomocnić teorię naukową porzucono pierwotnie akceptowaną postać reguł korespondencji - między zdaniami protokolarnymi a teorią, do której się odnosiły - zastępując je zdaniami redukcyjnymi.

Wprowadzenie zdań redukcyjnych pociągnęło za sobą konieczność rezygnacji z weryfikowalności jako kryterium sensowności i zastąpienia jej kryterium testowalności (konfirmowalności) jako kryterium sensowności poznawczej zdań teoretycznych.
Istotę kryterium testowalności wyrazić można za pomocą następującej tezy: 
- Sąd ma znaczenie (jest naukowy) jeśli można z niego wyprowadzić prawdziwe sądy.

Kolejny etap to kryterium Ayera, które przedstawić można następująco: 
- Zdanie S ma treść empiryczną, jeżeli z koniunkcji S i odpowiednich hipotez pomocniczych możliwe jest wywiedzenie zdań obserwacyjnych, które nie wynikają z samych hipotez pomocniczych.

Sam Ayer zauważył, że jego kryterium jest nazbyt szerokie, wyposaża bowiem w treść empiryczną dowolne zdanie. Przyjmijmy zdanie S mówiące: "Absolut jest doskonały" a jako hipotezę pomocniczą zdanie: "Jeśli absolut jest doskonały, to to jabłko jest czerwone". Na ich podstawie wydedukować można zdanie obserwacyjne: "To jabłko jest czerwone".
Treść swego kryterium poddał Ayer modyfikacji, dopuszczając jako hipotezy pomocnicze jedynie zdania analityczne lub takie zdania empiryczne, które są niezależnie sprawdzalne. Jednakże ma tu zastosowanie zarzut drugi z kryterium falsyfikowalności.
Trudności jakie stanęły przed owymi kryteriami skłoniły Carla Gustava Hempla do następującej uwagi: 
- Myślę, że nie ma sensu poszukiwanie adekwatnego kryterium sprawdzalnościowego opartego na dedukcyjnych stosunkach do zdań obserwacyjnych.

Następny etap ewolucji kryterium demarkacji to analizy Hempla dotyczące przekładalnościowego kryterium znaczenia poznawczego, którego podstawy sformułował Carnap. Hempel formułuje je następująco:
Zdanie ma znaczenie poznawcze wtedy i tylko wtedy, gdy jest przekładalne na jakiś język empiryczny.
Jak łatwo zauważyć, kryterium to jest nazbyt wąskie, dopuszcza bowiem jako sensowne terminy obserwacyjne, pozbawionymi sensu czyniąc terminy dyspozycyjne. Dopiero drogą dopuszczenia do języka empirystycznego zdań (definicji) redukcyjnych, zasięg stosowalności owego kryterium można poszerzyć. Do wyjaśnienia pozostanie tu jeszcze problem konstruktów teoretycznych takich jak np. "potencjał grawitacyjny", "pole elektryczne", itp., których nagminnie używają współczesne teorie naukowe, a ani definicje ani zdania redukcyjne owych terminów nie są w stanie wprowadzić w oparciu o predykaty obserwacyjne.
Hempel proponuje następującą drogę przeformułowania empirystycznego kryterium znaczenia. Jego punkt wyjścia przedstawia się następująco:
W rzeczy samej treści wartościowego empirycznie zdania nie można, ogólnie biorąc, wyczerpująco wyrazić za pomocą jakiegokolwiek zbioru zdań obserwacyjnych.
W olbrzymim skrócie propozycję Hempla przedstawić można następująco. Empirystyczne kryterium znaczenia uznać należy za propozycję językową, która jako taka nie jest ani prawdziwa ani fałszywa, lecz adekwatna lub nie adekwatna. O adekwatnym kryterium znaczenia można mówić gdy spełnione są dwa warunki. Warunek pierwszy, eksplikacja musi być wystarczająco głęboką analizą powszechnie przyjętego znaczenia explicandum, analizą opierającą się na twierdzeniach o charakterze empirycznym. Warunek drugi, eksplikacja stanowić musi racjonalną rekonstrukcję explicandum - musi ona, posiłkując się logiką, stworzyć ogólny aparat pojęciowy pozwalający na spójne i precyzyjne przeformułowanie oraz na teoretyczną systematyzację kontekstów w jakich używane jest explicandum.

### Probabilizm
Na tym polu szczególne znaczenie mają badania Rudolfa Carnapa. Probabilizm, będący bardziej wyrafinowaną wersją justyfikacjonizmu, ideę weryfikacji próbuje zastąpić ideą prawdopodobieństwa, bazująca na indukcji eliminacyjnej i enumeracyjnej. Indukcja z przesłanek spostrzeżeniowych, które dotyczą indywidualnych i zaobserwowanych przypadków pozwala jako wniosek wyprowadzić następujące zdania:
- zdanie o nowym przypadku, jeszcze nie zaobserwowanym, zwane przewidywaniem indukcyjnym lub wnioskowaniem przez analogię;
- zdanie o wszystkich przypadkach pewnej klasy, zwane indukcją uogólniającą.

Obydwa powyższe zdania przedstawić można pod postacią następującego schematu wnioskowania, zwanego indukcją enumeracyjną, w którym S i P są nazwami własności obserwowalnych.
S1 jest P i S2 jest P i ... Sn jest P
Nie zaobserwowano elementów klasy S niemających własności P
Zatem:
(1) Sn+1 ma własność P (czyli: następny, jeszcze nie zaobserwowany element klasy S ma własność P),
lub
(2) Każde S jest P.
Celem przekształcenia powyższego schematu w schemat indukcji eliminacyjnej należy dołączyć do niego warunek głoszący, że przedmioty S1, ... Sn są jak najbardziej różnorodne pod wieloma względami, celem eliminacji poprzez przesłanki jak najwięcej hipotez konkurencyjnych względem wniosku indukcyjnego.
Postępowanie badawcze ma cztery etapy. 
1. Etap pierwszy polega na zgromadzeniu obserwacji będących przesłankami o postaci „S jest P”.
2. Etap drugi polega na postawieniu ogólnej hipotezy, której zasięg (czyli klasa S będących P) jest prowizorycznie oszacowany na podstawie dostępnych wyników obserwacji.
3. Etap trzeci polega na sprawdzeniu uogólnienia poprzez nowe obserwacje, celem ostatecznego ustalenia zasięgu hipotezy drogą jej zawężenia lub rozszerzenia w perspektywie otrzymanych wyników.
4. Etap czwarty, czyli uzasadnienie wniosku indukcyjnego, innymi słowy mówiąc nadanie mu określonego prawdopodobieństwa, przy założeniu, że jego prawdopodobieństwo ze względu na stwierdzone w przesłankach wyniki obserwacji jest większe od prawdopodobieństwa początkowego, przebiega dwojako, w zależności od tego czy mamy do czynienia z indukcją enumeracyjną czy eliminacyjną.

W przypadku indukcji enumeracyjnej prawdopodobieństwo wniosku jest tym większe, im większa jest ilość przeprowadzonych obserwacji. Zaś w przypadku indukcji eliminacyjnej prawdopodobieństwo wniosku zależy od ilości różnorodnych obserwacji, innymi słowy mówiąc, od ilości wyeliminowanych hipotez konkurencyjnych. Jeżeli prawdopodobieństwo wniosku okaże się duże (tzn. bliskie jedności) lub okaże się większe od prawdopodobieństwa negacji wniosku, to wniosek należy uznać. Jest to tzw. zasada racji dostatecznej w postępowaniu indukcyjnym.
Co oznacza użyte w powyższych zdaniach słowo „prawdopodobieństwo”? Traktowane jest ono tu jako uogólnienie pojęcia prawdy, teoria wnioskowania dedukcyjnego jest granicznym przypadkiem logiki indukcji, dedukcyjne operacje logiczne są granicznymi przypadkami operacji indukcyjnych.
Ogólna zasada indukcji w ujęciu Rudolfa Carnapa, tzw. nierówność Carnapa, przedstawia się następująco:
p(G, e1... en) > p(G)
(Symbole czytamy kolejno: p - prawdopodobieństwo, G - generalizacja (uogólnienie) typu „Każde S jest P”, e 1…. en - n kolejnych wyników obserwacji typu Si jest P.)
Przy akceptacji tezy, że indukcyjne uzasadnienie prawa lub teorii przez przesłanki polega na zwiększeniu jego prawdopodobieństwa początkowego, problemem uprawomocnienia indukcji nazywa się poszukiwanie takiej teorii prawdopodobieństwa indukcyjnego, w świetle której nierówność Carnapa nazwać można prawdziwą. Chodzi tu przede wszystkim o to, by wykazać, że istnieje nie prowadzący do sprzeczności sposób przyporządkowania sprawdzanym indukcyjnie hipotezom prawdopodobieństwa początkowego różnego od zera.
Należy w tym miejscu zauważyć, że nie istnieje metoda niesprzecznego przyporządkowywania początkowego prawdopodobieństwa różnego od zera wszystkim godnym uwagi hipotezom i teoriom. Zgodnie z teorią prawdopodobieństwa indukcyjnego prawdopodobieństwo początkowe wszelkich praw i teorii naukowych jest równe lub bliskie zeru dla każdego, dostatecznie dużego, uniwersum, a zatem żadna ilość zgodnych z nim wyników obserwacji nie jest zdolna zwiększyć ich początkowego prawdopodobieństwa i zbliżyć go do jedności. Nierówność Carnapa nie jest zatem nigdy spełniona. Głównie za sprawą wysiłków K.R. Poppera okazało się jednak, że niezależnie od dostępnych świadectw empirycznych wszystkie teorie mają zerowe prawdopodobieństwo. Konsekwencją tego jest sąd, że wszystkie teorie są nie tylko w takim samym stopniu nieudowodnialne, ale i nieprawdopodobne.

### Redukcja interteoretyczna
Logiczny empiryzm koncentrował się zasadniczo na problemach struktury teorii naukowej, ujmując rekonstrukcję teorii naukowej jako koniunkcję zasad teoretycznych i reguł korespondencji - rozważania miały zatem na ogół charakter synchroniczny. Z tym tradycyjnym poglądem na naukę ściśle związana była teza o ciągłości wiedzy naukowej dotycząca treści twierdzeń naukowych, która osiągana była drogą jednolitej metody. Tezę o ciągłości wiedzy gwarantowała również idea jedności nauki w ujęciu encyklopedyzmu, dla której rozwiązaniem był fizykalizm - jedność nauki możliwa jest dzięki jednolitemu językowi nauki.
Głównym powodem badań na redukcją interteoretyczną było dążenie do jedności nauki. Hasło jedności nauki (Einheitswissenschaft, Unity of Science) występuje w Kole Wiedeńskim niemal od początku jego istnienia. Pierwotnie stanowiło ono jedynie postulat skierowany przeciwko różnorodności nazw tych samych zjawisk w różnych dziedzinach wiedzy. Szło zatem o ujednolicenie terminologii naukowej. Miało się ono odbyć przez sprowadzenie wszystkich terminów naukowych do pewnego zbioru terminów pierwotnych, przy pomocy odpowiednich definicji. Kolejnym etapem było sformułowanie postulatu intersensualności i intersubiektywności języka nauki. Program jedności nauki przekształca się tym samym w program fizykalizacji, czyli w postulat sprowadzania wszystkich terminów nauki do języka fizyki. Jest to postulat Neuratha, który przejął od niego Carnap, rezygnując, wbrew Schlickowi z fenomenalizmu.
„Jedność nauki” jest nie tylko pewnym hasłem, lecz również i tezą, rozwijaną przez logiczny empiryzm. Zgodnie z tą tezą, program jedności nauki daje się zrealizować, czyli terminy wszystkich nauk empirycznych można sprowadzić przez definicję lub redukcję do języka fizykalnego. Tezę tę nazwano „tezą fizykalizmu”. Teza ta występuje również i w innym znaczeniu, zgodnie z którym, każde zdanie naukowe daje się przetłumaczyć na język fizyki.
W ramach takiego ujęcia pojawiały się również pytania o rozwój nauki, a zatem o jej aspekt diachroniczny. Odpowiedzi na nie przybierały postaci różnych koncepcji redukcji interteoretycznej. W ramach tego nurtu wyróżnia się dwie odmienne koncepcje redukcji: Nagla-Woodgera oraz Kemeny’ego-Oppenheima.
Redukcja Nagla-Woodgera. Redukcja teorii wtórnej (teorii redukowanej) do teorii pierwotnej (teorii redukującej) polega na wyprowadzeniu z teorii pierwotnej jako jej logicznych konsekwencji wszystkich twierdzeń teorii wtórnej. Ze względu na tożsamość bądź odrębność słowników teorii pierwotnej i wtórnej redukcja przybiera postać homogenicznej bądź heterogenicznej.
Redukcja homogeniczna dotyczy przypadku gdy teoria pierwotna w zasadzie jest teorią wtórną, tyle, że z rozszerzonym zakresem. Można ją traktować jako obraz rozwoju nauki. W ramach tego ujęcia rekonstruującego teorię jako koniunkcję zasad teoretycznych (T) i reguł korespondencji (K); TK; wraz ze zmianą zakresu teorii ulega zmianie zbiór reguł korespondencji (K). Rozszerzanie zakresu teorii prowadzi do powstania łańcucha teorii TK, TK1, TK2 ... TKn, w którym poprzednie teorie redukują się do następnej, innymi słowy mówiąc każda poprzednia teoria wynika z następnej.
Redukcję heterogeniczną również potraktować można jako obraz rozwoju teorii, a więc diachronicznie, pod tym jednakże warunkiem, że teoria wtórna jest teorią dawniejszą, a teoria pierwotna - teorią nowszą. Redukcja heterogeniczna ma miejsce wtedy gdy słowniki obydwu teorii przynajmniej częściowo się różnią. Przy takim stanie rzeczy nie jest możliwe wynikanie teorii wtórnej z teorii pierwotnej, o ile nie zostaną spełnione dwa podstawowe warunki: warunek spójności oraz warunek wynikania logicznego.
Warunek spójności przedstawić można następująco. Jeśli w słowniku teorii wtórnej występuje termin A, który nie występuje w słowniku teorii pierwotnej, to należy przyjąć postulaty określające relacje pomiędzy zakresem terminu A oraz własnościami oznaczanymi przez terminy teoretyczne występujące w teorii pierwotnej. Warunek ten spełnia się na kilka sposobów. Jeśli postulaty dotyczą relacji logicznych pomiędzy znaczeniami wtedy znaczenie terminu A można przedstawić środkami językowymi teorii pierwotnej. Warunek ten można spełnić poprzez konwencjonalne ustalenie związków pomiędzy terminem A oraz niektórymi terminami teorii pierwotnej. Drogą formułowania hipotez fizycznych można również spełniać ten warunek, o ile owe hipotezy stwierdzają, że zajście jakiegoś stanu oznaczanego przez znany termin teorii pierwotnej jest wystarczające dla zajścia stanu oznaczanego przez A.
Warunek wynikania logicznego nakazuje aby wszystkie twierdzenia teorii wtórnej, a zwłaszcza zawierające termin A, wynikały logicznie z postulatów teorii pierwotnej, czyli z jej aksjomatów i reguł korespondencji.
Przedstawione wyżej typy redukcji mają charakter kumulatywistyczny. Świadczy o tym fakt, że twierdzenia teorii dawniejszych mają wynikać z teorii nowszych. Ernest Nagel preferuje w nauce takie systemy teoretyczne, które zinterpretować można w ramach jednej ze znanych już i akceptowanych teorii. Mając do wyboru dwie konkurujące ze sobą hipotezy - dopuszczalne na gruncie danych doświadczenia - wybrać należy tą z nich, która w mniejszym stopniu narusza zastany system wiedzy.
Redukcja Kemeny’ego-Oppenheima również ma charakter kumulatywistyczny, z tą istotną różnicą, że kumulacja ma tu zachodzić jedynie na poziomie obserwacyjnym. Celem dokonania redukcji teorii T2 do teorii T1 spełnić należy trzy warunki.
1. W słowniku teorii T2 występują terminy nie objęte słownikiem teorii T1.
2. Wszystkie dane obserwacyjne wyjaśniane przez T2 można wyjaśnić na gruncieT1.
3. Teoria T2 jest co najmniej równie dobrze usystematyzowana jak teoria T1. Teoria ma tym większy stopień usystematyzowania, im mniej liczny jest jej zbiór aksjomatów oraz im większego zakresu przewidywanych zjawisk on dotyczy. (Kumulatywny charakter tej redukcji zapewnia warunek drugi.)

Logiczny empiryzm zainteresowany był głównie analizami logicznej struktury teorii naukowej a problem zmienności nauki uznawał za problem drugorzędny, ponieważ, zgodnie z ich ujęciem, logiczna struktura nauki jest stała, a zatem historycznie zmienia się tylko treść empiryczna teorii a nie ich logiczna forma. Wszelka problematyka związana z historią nauki odesłana została do innych dyscyplin, głównie do socjologii, psychologii oraz historii nauki. Postęp w nauce polega na gromadzeniu twierdzeń teoretycznych oraz na wyjaśnianiu coraz większej liczby zjawisk. Wszelkie przewroty w nauce, w ramach tego ujęcia, są odkrywaniem błędów - irracjonalnych zanieczyszczeń nauki, które należy wyrugować poza jej granice. Nauka rozwija się zatem poprzez dodawanie do ustalonych i nie podlegających zmianom prawd nowych twierdzeń wraz z nowymi, coraz to bardziej ogólnymi teoriami - generalizacjami, z których stare teorie muszą być wyprowadzalne. Taka koncepcja postępu nauki pozwala naszkicować jej przyszły obraz, w świetle którego postęp jest oceniany jako formułowanie teorii głębszych, szerszych, oraz bliższych prawdzie. Obca zatem temu ujęciu jest myśl, aby wiedza, którą uznano za naukową, a więc należycie uprawomocnioną i wyartykułowaną za pomocą teorii naukowych, podlegała rewizji umożliwiającej kwestionowanie jej najbardziej fundamentalnych podstaw.